# Kocken
För andra betydelser, se Kocken (olika betydelser).
Kocken är en svensk dramafilm från 2005, i regi av Mats Arehn.

## Handling
Året är 1969. Andrekocken Martin (Henrik Lundström), 18 år, mönstrar med sin kompis Sundsvall (Peter Viitanen) som kock på handelsfartyget Snow Drift på väg mot Kapstaden. I fartygets kök är det förstekocken Peter (Kjell Bergqvist) som härskar oinskränkt med ett stort regelverk.

## Om filmen
Filmen spelades delvis in på en 200 meter lång fraktbåt mellan Kapstaden och London. Fotograf var Mischa Gavrjusjov, Steadicam-operator var Jon Bergström och B-fotograf var Michael Orrek.

## Rollista
- Kjell Bergqvist – Peter Stein, kock
- Henrik Lundström – Martin von Lindhé
- Peter Viitanen – Sundsvall
- Ralph Carlsson – Silver
- Lars Hansson – Hökarn
- Karl "Kalle" Norrhäll – Uno
- Stephan Karlsén – Kapten
- Anita Heikkilä – Kaptenens fru
- Hanna Norman – Kaptenens dotter
- Christer Söderlund – Styrman
- Anders Landberg – Tullare
- Seth Ericson – Motorman
- Conny Andersson – Motorman
- Sofia Lockwall – Sandy

## DVD
Filmen gavs ut på DVD 2007.